# Игнатов, Николай Константинович (подводник)
Николай Константинович Игнатов (9 мая 1925, Иваново-Вознесенск — 15 июня 1978, Ленинград) — советский военный моряк-подводник, Герой Советского Союза (25.11.1966). Контр-адмирал (23.02.1967).

## Биография
Родился 9 мая 1925 года в городе Иваново-Вознесенске, ныне город Иваново, в семье рабочего. Русский. Член КПСС с 1952 года. Окончил среднюю школу.
В Военно-Морском Флоте с сентября 1942 года. В сентябре 1943 года окончил подготовительный курс, а в октябре 1945 года — два курса Тихоокеанского высшего военно-морского училища. Участник советско-японской войны в августе 1945 года в качестве курсанта-практиканта на кораблях Тихоокеанского флота.
В апреле 1947 года окончил Каспийское высшее военно-морское училище. По окончании училища лейтенант Николай Игнатов направлен на Северный флот. Служил с апреля 1947 года командиром торпедной группы подводной лодки «Л-22» (тип «Ленинец»), с октября 1947 — командиром БЧ-3 подводной лодки «С-22» (тип «Средняя»), с ноября 1949 года — помощником командира ПЛ «С-16»..
В сентябре 1952 года Н. К. Игнатов окончил отделение командиров подводных лодок Высших специальных классов офицерского состава подводного плавания и противолодочной обороны КУОПП и ПЛО имени С. М. Кирова. По окончании классов назначен старшим помощником командира ПЛ «С-152», а с апреля 1953 по декабрь 1957 года — командир подводной лодки «С-161» (проект 613). Подводная лодка с мая 1955 года находилась в боевом составе первой линии и была подготовлена к ведению боевых действий в завесах на удалённых морских сообщениях.
В июне 1960 года с отличием окончил Военно-морскую академию имени К. Е. Ворошилова. После академии продолжил службу на Северном флоте: с июня 1960 — заместитель командира бригады ПЛ, с сентября 1961 — командир бригады ПЛ, с августа 1962 — начальник штаба 3-й дивизии подводных лодок. Дважды выходил в ответственные межтеатровые переходы по малоизученным маршрутам подо льдами Арктики; они были связаны с переводом атомоходов на Тихоокеанский флот к месту постоянной дислокации.
Осенью 1963 года начальник штаба дивизии подводных лодок капитан 1-го ранга Игнатов Н. К. был прикомандирован к экипажу АПЛ «К-178» (проект 658), под командованием капитана 1-го ранга Михайловского А. П., чтобы впервые в истории отечественного подводного плавания пройти под ледяным панцирем Арктики с Северного на Тихоокеанский флот, от Западной Лицы до бухты Крашенинникова в Петропавловске-Камчатском. Лодка выполнила несколько всплытий в битом льду и полыньях, в том числе в районах дрейфующих станций «СП-10» и «СП-12». Во время этого сложного и уникального похода Н. К. Игнатов нёс командирскую вахту в Центральном посту, чередуясь с командиром и старшим помощником командира АПЛ. За этот переход был награждён орденом Красного Знамени.
В сентябре 1964 года капитан 1-го ранга Игнатов принял командование 3-й дивизией подводных лодок Северного флота. Под его командованием подводные лодки осваивали новый вид боевой деятельности — несение боевой службы в различных районах Мирового океана. Дивизия добилась высоких показателей в боевой подготовке, объявлялась лучшим соединением на флоте.
В 1966 году Н. К. Игнатов в качестве старшего на борту руководил трансарктическим переходом подводной лодки «К-14» капитана 1 ранга Д. Н. Голубева (проект 627(А)) с Северного на Тихоокеанский флот. На переходе она совершила 19 всплытий в полыньях и разноводьях, несколько приледенений, во время которых осуществлялась связь со штабом Северного флота и судами обеспечения. Осуществлялись всплытия в районах полярных станций «СП-14» и «СП-15». Поставленные перед экипажем задачи были выполнены полностью.
Указом Президиума Верховного Совета СССР от 25 ноября 1966 года за успешное выполнение задания командования и проявленное при этом мужество и героизм капитану 1-го ранга Игнатову Николаю Константиновичу присвоено звание Героя Советского Союза с вручением ордена Ленина и медали «Золотая Звезда» (№ 10711).
В 1966 году Н. К. Игнатов принимал участие в подготовке к переходу на Тихоокеанский флот атомной подводной лодки «К-133», которая со 2 февраля по 26 марта в составе тактической группы впервые в мире совершила трансокеанский межфлотский переход с Северного флота на Тихоокеанский флот южным маршрутом через пролив Дрейка.
8 сентября 1967 года при возвращении с боевой службы в базу в Норвежском море на атомной подводной лодке «К-3» произошёл пожар; погибли 39 моряков. Н. К. Игнатов быстро собрал специалистов и на большом противолодочном корабле «Стройный» срочно прибыл к аварийной подводной лодке для оказания помощи. Через несколько дней «К-3», на борт которой перешёл Н. К. Игнатов, своим ходом пришла в базу. В дальнейшем комдив принимал активное участие в расследовании причин катастрофы и устранении её последствий, но, по воспоминаниям А. П. Михайловского, так и не смог оправиться от пережитых в этой связи потрясений.
В феврале 1968 года Н. К. Игнатов был назначен старшим преподавателем кафедры тактики подводных лодок командного факультета Военно-морской академии.
Контр-адмирал Игнатов Н. К. скончался 15 июня 1978 года. Похоронен на Северном кладбище Санкт-Петербурга.
Награждён орденом Ленина (1966), орденом Красного Знамени (1964), орденом «За службу Родине в Вооружённых Силах СССР» 3-й степени (1975), медалями.